# Neohelota claudiae
Neohelota claudiae là một loài bọ cánh cứng trong họ Helotidae. Loài này được Nguyen-Phung miêu tả khoa học năm 1985.